# オスム川 (ブルガリア)
オスム川（ブルガリア語: О̀съм / Osam、あるいはオサム川は、ブルガリア北部を流れる河川である。その流域は、北は水源のバルカン山脈（スタラ・プラニナ）から南は河口のドナウ川にかけてであり、西にはヴィト川（Vit）、東にはヤントラ川（Yantra）の水系と隣り合っている。川の上流は2つの支流に分かれており、それぞれ黒オスム川（Черни Осъм / Cherni Osam）、白オスム川（Бели Осъм / Beli Osam）と呼ばれている。黒オスム川はバルカン山脈のレフスキ峰（1821メートル）を水源とし、白オスム川はコジャ・ステナ峰（Козя стена / Kozya Stena）から流れ出している。トロヤンにて2つの支流が合流し、その後はロヴェチまで北に向かい、レトニツァやレフスキの辺りまで北東に進み、その後は北西に向きを変えて、ニコポルの東5キロメートルのところでドナウ川に達している。
古名にはアナサムス（Anasamus）、アサムス（Asamus）、ギリシャ語のオスモス（Οσμοσ / Osmos）などがある。

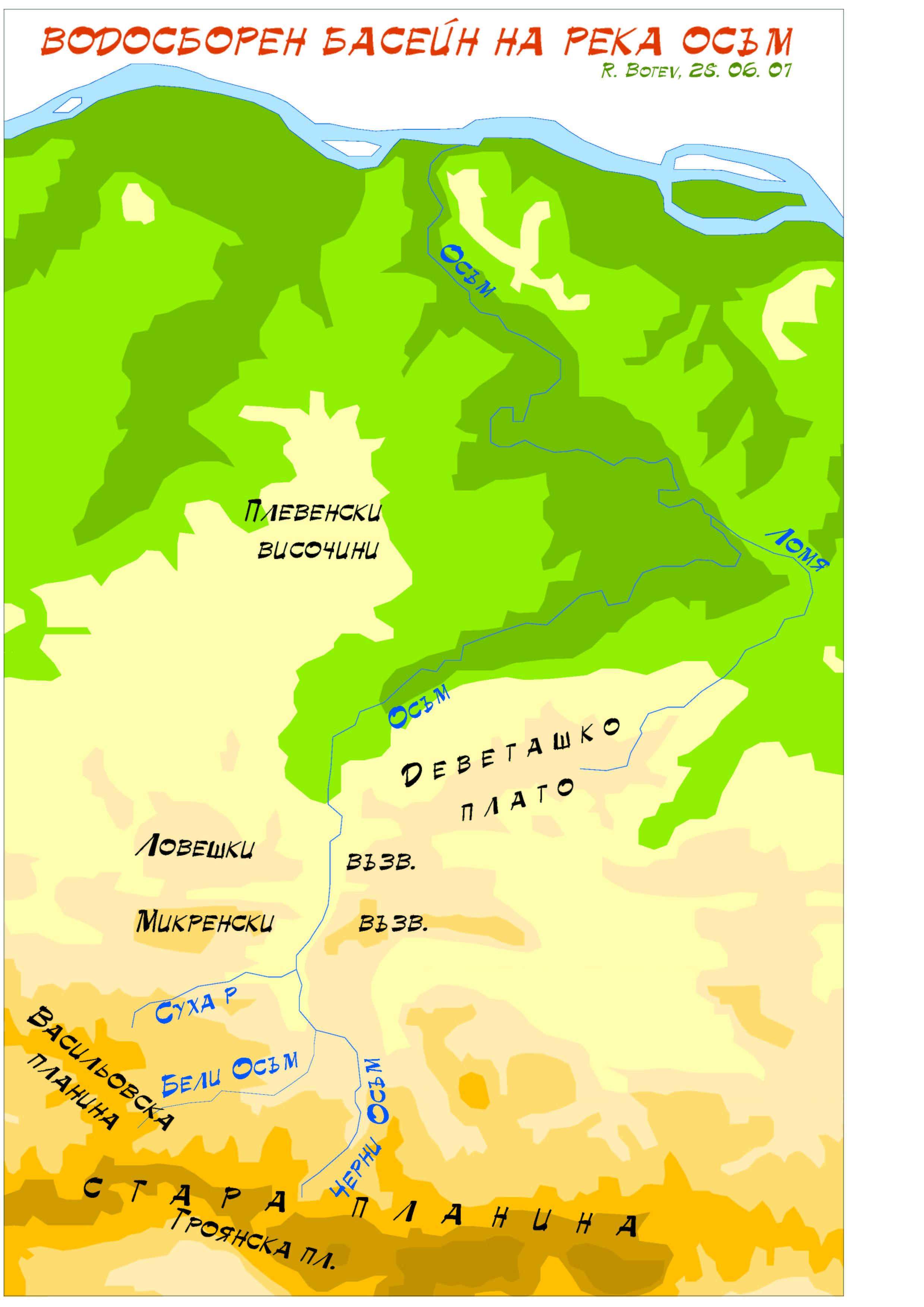
オスム川の流路。南のバルカン山脈から、北のドナウ川に向かって流れている。